# Juan Pablo Villalobos

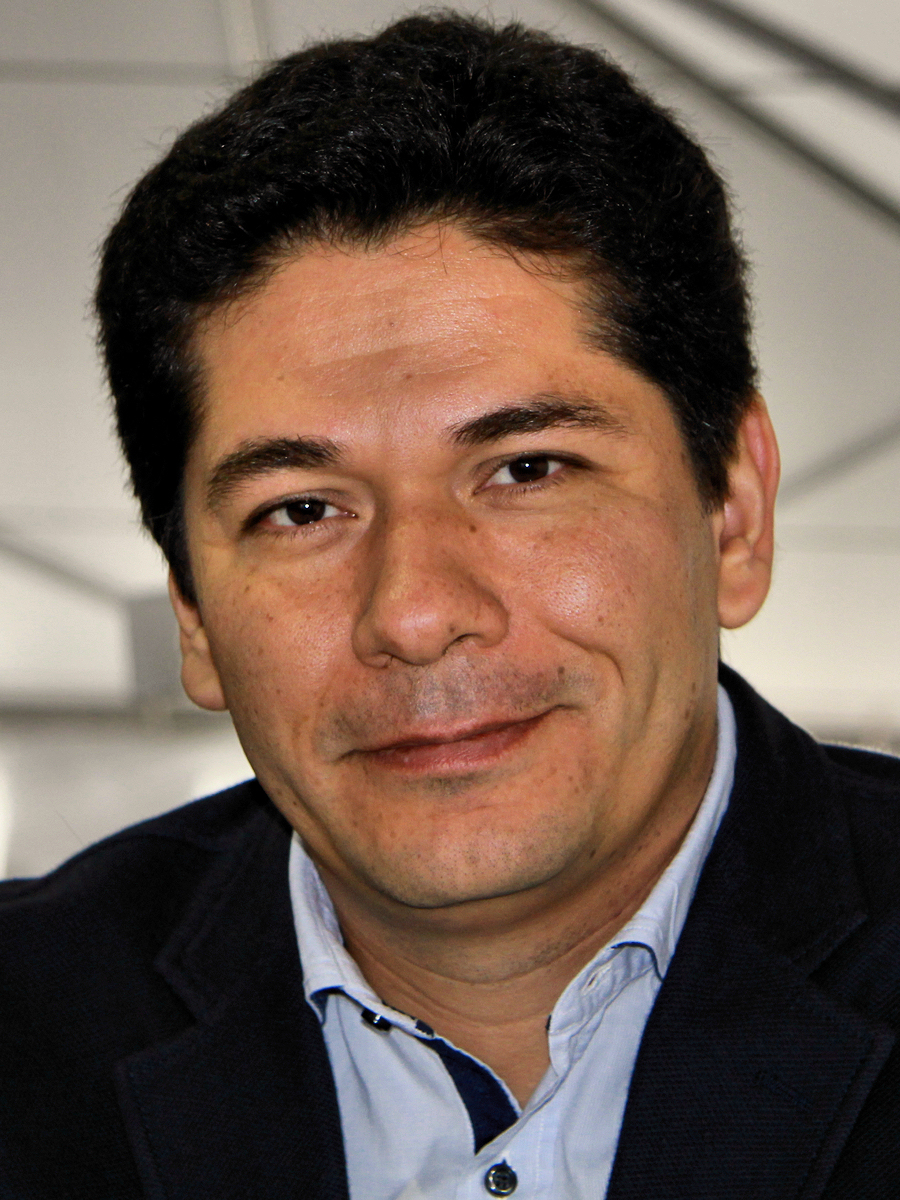
Juan Pablo Villalobos (2012)

Juan Pablo Villalobos (* 1973 in Guadalajara, Mexiko) ist ein mexikanischer Schriftsteller und Unternehmer.

## Leben
Villalobos studierte Marktforschung und spanische Literatur und lebt in Barcelona. Dort leitet er  eine Firma für elektronische Produkte.
Er ist Stipendiat eines Forschungsprogramms der Europäischen Union und des Instituts für Linguistik und Literatur der Universidad Veracruzana. Derzeit promoviert er in den Fächern Literaturtheorie und Komparatistik an der Universität Barcelona.

## Werk
Villalobos hat bereits zahlreiche literarische Reiseberichte, Literaturkritiken und Filmkritiken verfasst. Vor dem Hintergrund seiner wirtschaftlichen wie literarischen Tätigkeiten hat Villalobos sich mit vielfältigen Themengebieten auseinandergesetzt. So beschäftigte er sich mit den Arbeiten von César Aira und Fragen der Exzentrizität lateinamerikanischer Literatur in der ersten Hälfte des zwanzigsten Jahrhunderts. In Deutschland wird Villalobos zunehmend als wichtiger Vertreter der sog. "Narco-Literatur" (Literatur zum Drogenkrieg in Mexiko) rezipiert. Sein Buch Fiesta in der Räuberhöhle fand internationale Beachtung und wurde ins Deutsche übersetzt. Ulrich Baron bezeichnete diesen Kurzroman in der Welt als „desillusionierende Homestory aus dem finsteren Herzland des lateinamerikanischen Machismo“. 2012 erschien sein zweiter Roman, welcher 2014 unter dem Titel Quesadillas ins Deutsche übersetzt wurde; sein Roman No voy a pedirle a nadie que me crea wurde 2016 mit dem Herralde-Romanpreis ausgezeichnet. In seinem 2018 erschienenen Erzählband Ich hatte einen Traum. Jugendliche Grenzgänger in Amerika gibt er den flüchtenden Minderjährigen aus Mittelamerika eine Stimme.

## Publikationen (Auswahl)
- Fiesta en la Madriguera. Anagrama Verlag, Barcelona 2010, ISBN 978-84-339-7212-5.
  - Fiesta in der Räuberhöhle. Übersetzt von Carsten Regling. Berenberg, Berlin 2011, ISBN 978-3-937834-45-0.
- Si viviéramos en un lugar normal. Anagrama, Barcelona 2012, ISBN 978-84-339-9753-1.
  - Quesadillas. Übersetzt von Carsten Regling. Berenberg, Berlin 2014, ISBN 978-3-937834-73-3.
- Te vendo un perro. Anagrama, Barcelona 2015, ISBN 978-84-339-9785-2.
  - Ich verkauf dir einen Hund. Übersetzt von Carsten Regling. Berenberg, Berlin 2016, ISBN 978-3-946334-07-1.
- No voy a pedirle a nadie que me crea. Anagrama, Barcelona 2018, ISBN 978-84-339-9822-4.
- Yo tuve un sueño. Anagrama, Barcelona 2018, ISBN 978-84-339-2620-3.
  - Ich hatte einen Traum. Jugendliche Grenzgänger in Amerika. Übersetzt von Carsten Regling. Berenberg, Berlin 2018, ISBN 978-3-946334-40-8.
- La invasión del pueblo del espíritu. Anagrama, Barcelona 2020, ISBN 978-84-339-9891-0.